# Lilla Hålsjön (Råda socken, Västergötland)
Lilla Hålsjön är en sjö i Härryda kommun och Partille kommun i Västergötland och ingår i Göta älvs huvudavrinningsområde. Sjön är 8,1 meter djup, har en yta på 0,0741 kvadratkilometer och är belägen 112,5 meter över havet.

## Delavrinningsområde
Lilla Hålsjön ingår i det delavrinningsområde (640051-128039) som SMHI kallar för Inloppet i Rådasjön. Medelhöjden är 104 meter över havet och ytan är 8,4 kvadratkilometer. Räknas de 16 avrinningsområdena uppströms in blir den ackumulerade arean 184,28 kvadratkilometer. Gullbergsån (Mölndalsån) som avvattnar avrinningsområdet har biflödesordning 3, vilket innebär att vattnet flödar genom totalt 3 vattendrag innan det når havet efter 22 kilometer. Avrinningsområdet består mestadels av skog (53 procent). Avrinningsområdet har 0,23 kvadratkilometer vattenytor vilket ger det en sjöprocent på 2,7 procent. Bebyggelsen i området täcker en yta av 2,96 kvadratkilometer eller 35 procent av avrinningsområdet.